# Józef Sawa Caliński
Józef Sawa-Caliński (ur. ok. 1736 w Stepaszkach nad Bohem, zm. 7 lub 8 maja 1771) – marszałek wyszogrodzki konfederacji barskiej, jeden z dowódców konfederacji barskiej, bohater poematów Juliusza Słowackiego.

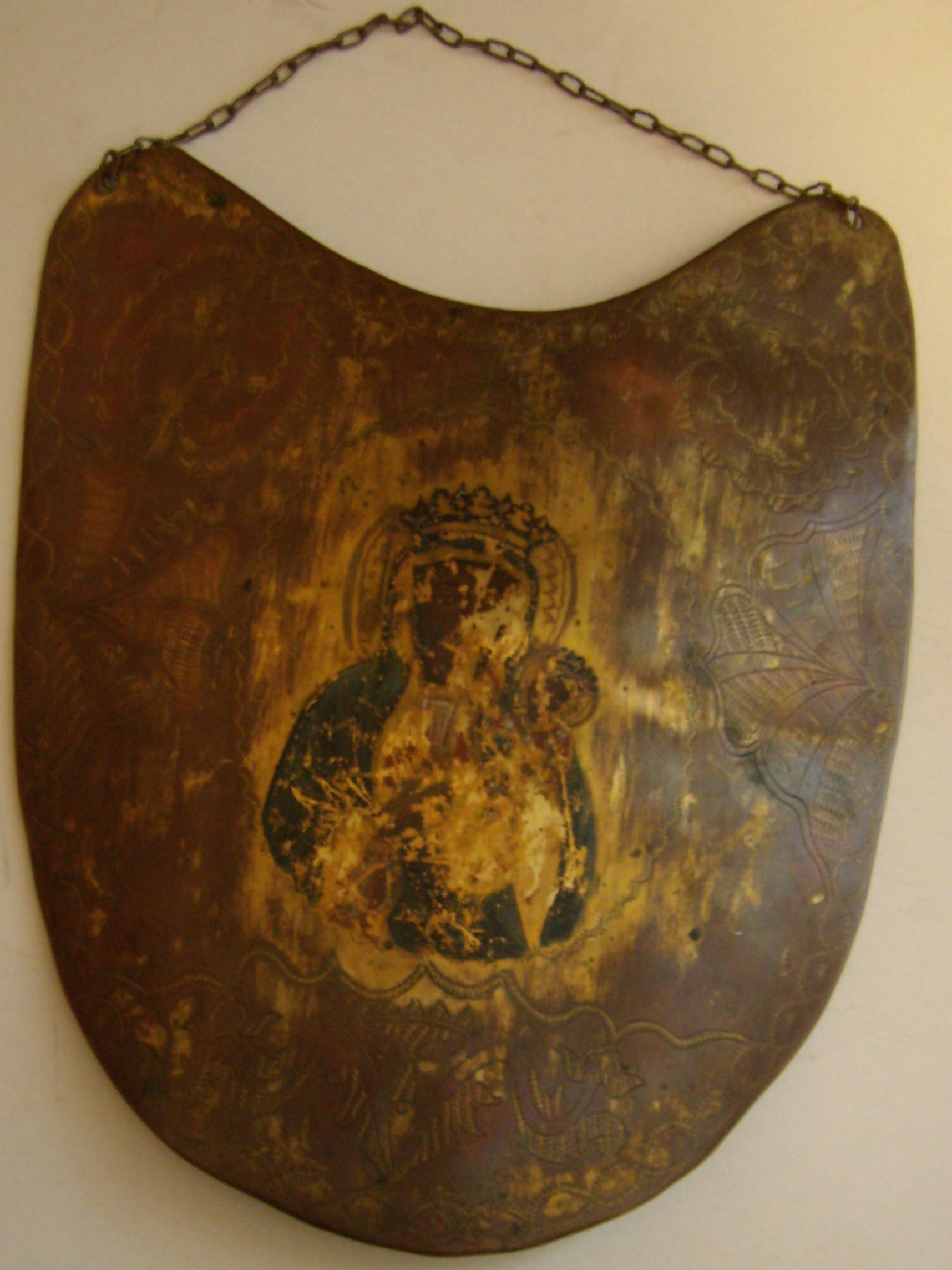
ryngraf Józefa Sawy-Calińskiego

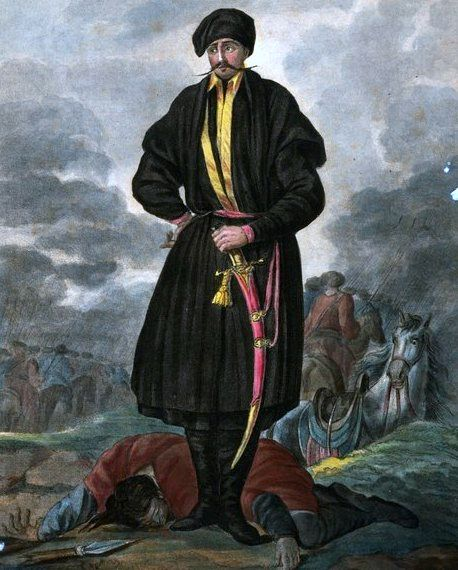
Józef Sawa-Caliński - portret imitacyjny (oficer kozaków zaporoskich w 1720)

## Życiorys
Wychowany na północnym Mazowszu w ziemi zawkrzeńskiej, był synem kozackiego pułkownika Sawy Czałego, dowódcy nadwornych kozaków hetmana wielkiego koronnego Józefa Potockiego w Niemirowie (płk Sawa był dowódcą „kozaków horodowych, w służbie nadwornej Potockiego, hetmana wielkiego koronnego”), nobilitowanego za panowania Augusta II Mocnego, i nieznanej z nazwiska szlachcianki. 
Na początku konfederacji utworzył oddział w sile 2000 ludzi, walczący na Mazowszu, Podlasiu i Pomorzu, m.in. wykorzystując jako jedną ze swoich baz zamek w Szreńsku. Swoimi brawurowymi akcjami zyskał podziw wśród rzesz szlacheckich, które obrały go w 1770 regimentarzem płockim, a potem marszałkiem wyszogrodzkim. Do znanych żołnierzy Józefa Sawy-Calińskiego należeli: Antoni Józef Madaliński, Jan Kuźma. 
Marszałek brzeski litewski konfederacji barskiej, starosta lachowicki Onufry Gniewomir Bęklewski przez pewien czas połączył swój oddział z oddziałem Józefa Sawy-Calińskiego.
26 kwietnia 1771, okrążony przez Rosjan pod Szreńskiem, został ciężko ranny w czasie walk. Wyniesiony przez towarzyszy z pola walki i ukryty w lasach, następnego dnia został ujęty przez Rosjan. Przewieziony najpierw do Przasnysza, następnie do Warszawy, gdzie zerwał bandaże i zmarł z upływu krwi. Niektóre źródła podają, że Sawa zmarł w Przasnyszu, m.in. Jędrzej Kitowicz. Według Jędrzeja Kitowicza „pochowano go w polu pod figurą bez wszelkiego obrządku kościelnego pod Przasnyszem”. Po jego śmierci dowództwo przejął Józef Czachorowski.

## Upamiętnienie
Bohater utworów literackich - poematów: Beniowskiego i Snu srebrnego snu Salomei Juliusza Słowackiego; powieści: Pamiątki JPana Seweryna Soplicy, cześnika parnawskiego (1839)  Henryka Rzewuskiego; pieśni (m.in. Piosenka o Drewiczu) i dum (Duma o Sawie zanotowanej przez Oskara Kolberga jako ocalony syn Sawy zamordowanego przez Ukraińców).
9 listopada 2017 r. został patronem ulicy na terenie dzielnicy Bielany w Warszawie w miejsce Antoniego Parola. Patronuje również ulicy w Krakowie. 

## Zobacz też

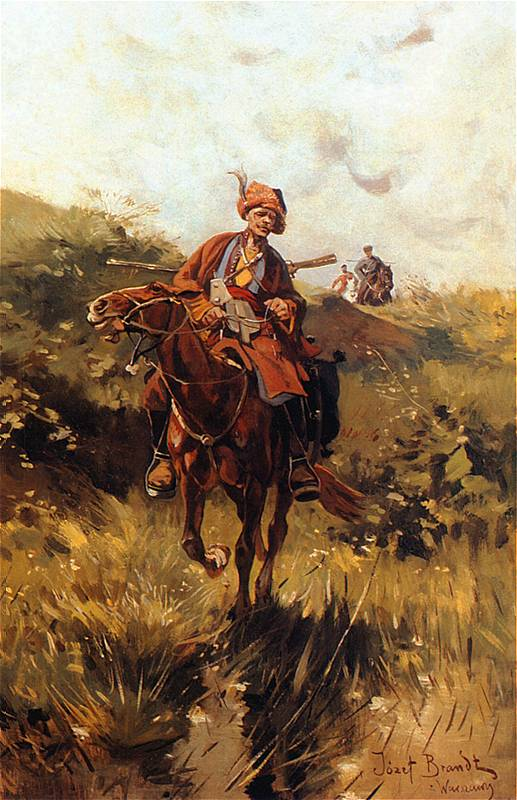
Józef Brandt Kozak na koniu (olej na płótnie, ok. 1910)
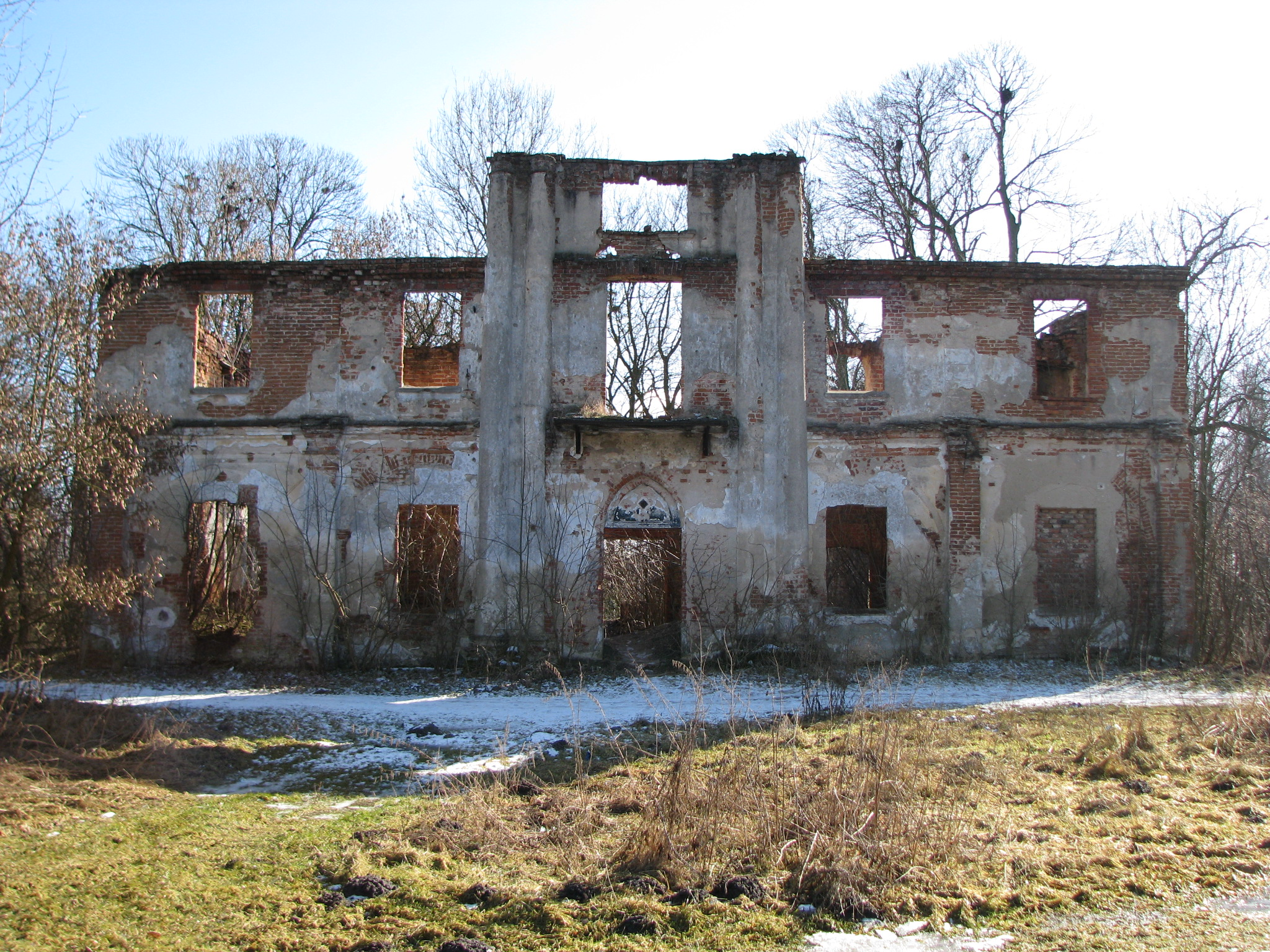
ruiny klasycystycznego pałacu w Szreńsku przebudowanego ok. 1800 z „domu mniejszego” zamku w Szreńsku, jednej z baz oddziału konfederatów Józefa Sawy-Calińskiego